# Wiencourt-l’Équipée
Wiencourt-l’Équipée ist eine französische Gemeinde mit 252 Einwohnern (Stand 1. Januar 2022) im Département Somme in der Region Hauts-de-France. Sie gehört zum Arrondissement Péronne und zum Kanton Moreuil.

## Bevölkerungsentwicklung
- 1962: 227
- 1968: 238
- 1975: 234
- 1982: 190
- 1990: 199
- 1999: 205
- 2006: 242